# ناتاشا امل
ناتاشا امل (فرانسوی: Natacha Amal‎؛ زادهٔ ۴ سپتامبر ۱۹۶۸) بازیگر اهل بلژیک است. 
وی پدری مراکشی و مادری روس دارد. او در سال ۱۹۹۷ با کلود راپه ازدواج کرد، اما این زوج در سال ۲۰۰۷ طلاق گرفتند. وی سپس در سال ۲۰۱۵ با ژاک استیوال ازدواج کرد. در سال ۲۰۱۹، مجله گالا گزارش داد که ناتاشا امل و استیوال در حال جدایی هستند.
از فیلم‌ها یا مجموعه‌های تلویزیونی که وی در آن‌ها نقش داشته‌است، می‌توان به ناپلئون، ناوارو و کمیسر لسکو اشاره کرد.